# Nico Abegglen
Nico Abegglen (* 16. Februar 1990) ist ein Schweizer Fussballspieler.

## Karriere
Nico Abegglen wechselte mit zwölf Jahren von seinem früheren Verein FC Staad zum Nachwuchs des FC St. Gallen. Dort machte er jede Stufe des Nachwuchses durch.
Er begann seine Karriere im Herrenbereich beim FC St. Gallen, wo er während der Saison 2007/08 sein Debüt in der damaligen Axpo Super League gab. Auch in der Saison 2008/09 schaffte er noch nicht den Durchbruch und erhielt nur vier Einsätze. Endgültig zu einem wichtigen Spieler wurde Abegglen in der Saison 2009/10, als er in 27 Spielen sieben Tore für St. Gallen in der Super League erzielte. Dennoch kam er weiterhin nur sporadisch zum Einsatz. Am 25. Februar 2013 wurde sein Vertrag aufgelöst, um den sofortigen Wechsel zum FC Vaduz in die Challenge League zu ermöglichen.

## Titel und Erfolge
FC Vaduz
- Liechtensteiner Cupsieger: 2014, 2015
- Aufstieg in die Super League: 2014